# 대구광역시의 시내버스 노선 목록
대구광역시의 시내버스 노선 목록은 대구광역시 시내버스 노선의 운행 구간과 이들 노선의 간략한 특징을 담고 있다. ○ 및 ○-1 노선은 순환 노선으로서, ○번은 시계 방향으로, ○-1번은 반시계 방향으로 순환한다. 배차간격과 인가대수는 평일 기준이며, 휴일이나 방학기간에는 감차하기 때문에 이보다 배차간격이 길어질 수 있다. 

## 직행좌석버스
| 노선 번호 | 운행구간                        | 운행구간 | 운행구간             | 경유지                                           | 배차 간격 (분) | 운행업체                    | 인가 (대) | 비고 |
| --------- | ------------------------------- | -------- | -------------------- | ------------------------------------------------ | -------------- | --------------------------- | --------- | ---- |
| 직행1     | 학정청아람                      | ↔        | 영남대학교           | 칠곡그린파크, 신기역                             | 25             | 경북교통 우진교통           | 7         |      |
| 직행2     | 달성내리 (기업은행국가산단지점) | ↔        | 동대구역복합환승센터 | 반도유보라, 유가읍행정복지센터, 2.28기념중앙공원 | 21             | 세진교통 해피투게더세한여객 | 10        |      |

## 급행버스
| 노선 번호 | 운행구간                        | 운행구간 | 운행구간                  | 경유지                                                                                                | 배차 간격 (분) | 운행업체                    | 인가 (대) | 비고 |
| --------- | ------------------------------- | -------- | ------------------------- | --- | -------------- | --------------------------- | --------- | --- |
| 급행1     | 동화사                          | ↔        | 매곡리                    | 대구공항, 동구청, 동대구역지하도, 칠성시장, 2·28기념중앙공원, 서구청, 계명대학교동문                  | 13             | 광남자동차 우진교통         | 20        | |
| 급행2     | 가창대일리 (가창중)             | ↔        | 학정동 (칠곡경북대병원)   | 상동네거리, 대구은행역, 반월당역, 중앙로역, 대구역, 경북도청, 동서변지구, 칠곡3지구                   | 9~12           | 영진교통 성보교통           | 22        | |
| 급행3     | 동명금암리 (동명교통)           | ↔        | 범물지구                  | 대구과학대학, 서대구고속버스터미널, 달성공원, 중구청, 법원, 범어역, 어린이회관, 황금네거리            | 12~14          | 동명교통 신진자동차         | 15        | |
| 급행5     | 성서공단 (신흥버스)행정복지센터 | ↔        | 대구대                    | 계명대학교동문, 대구의료원, 서구청, CGV대구한일, 중구청, 망우당공원, 하양읍 행정복지센터              | 10~12          | 경북교통 세진교통 신흥버스  | 25        | 구 508번 간선버스 2015년 8월 1일 일부 구간 변경 및 형간 전환                                                                     |
| 급행7     | 대곡동                          | ↔        | 칠곡3지구                 | 유천교, 세원정공, 계명대학교, 서재금봉타운, 매천역, 태전역, 대구과학대학                              | 16             | 동명교통                    | 13        | 2015년 8월 1일 신설 |
| 급행8     | 달성내리 (달성2차산업단지)      | ↔        | 상리동 (상리바이오충전소) | 구지면행정복지센터, 차천네거리, 삼성래미안, 상인네거리, 서대구공단네거리 , 서대구역, 상리바이오충전소 | 16             | 세운버스 해피투게더현대교통 | 18        | 2015년 8월 1일 신설 2022년 1월 22일 종점 연장(종점:대곡역 → 상리바이오충전소) 및 단축노선 폐지 2022년 3월 31일 서대구역 추가경유 |
| 급행8-1   | 유곡리공영차고지                | ↔        | 진천역                    | 용금공단, 국립대구과학관정문, 포산고등학교, 유가읍행정복지센터, 진아리채/하나리움                     | 16             | 세한여객 세운버스           | 10        | 2022년 1월 22일 분리신설 |
| 급행9     | 동호동 (영진교통)               | ↔        | 군위군청                  | 학정청아람건너, 동호동앞, 유성그린빌, 마시1리, 불로리, 군위버스터미널                                 | 60             | 동명교통                    | 4         | 2023년 7월 1일 군위군이 대구광역시에 편입됨에 따른 신설                                                                          |
| 급행9-1   | 동호동 (영진교통)               | ↔        | 우보버스정류장            | 학정청아람건너, 동호동앞, 유성그린빌, 춘산리, 이지1리                                                 | 240            | 동명교통                    | 1         | 2023년 7월 1일 군위군이 대구광역시에 편입됨에 따른 신설                                                                          |
| 급행9-2   | 동호동                          | ↔        | 학성리(삼국유사면문화관)  | 학정청, 동호동(북구), 유성그린빌, 춘산리(양지), 삼국유사테마파크                                      | 240            | 동명교통                    | 4         | |
| 급행9-3   | 동호동                          | ↔        | 송원리(소보시장)          | 학정청, 봉암리, 금화리, 장기1리, 금구1리, 대흥2리, 송원리                                             | 120            | 동명교통                    | 9         | |
| 급행10    | 대천동(대천동공영차고지)        | ↔        | 반야월역                  | 대곡주공8단지, 가창면행정복지센터, 신매역                                                             | 20             | 세진교통 세운버스           | 10        | |

## 순환버스
| 노선 번호 | 운행구간          | 운행구간 | 운행구간          | 경유지                                                                     | 배차 간격 (분) | 운행업체            | 인가 (대) | 비고                                                                |
| --------- | ----------------- | -------- | ----------------- | -------------------------------------------------------------------------- | -------------- | ------------------- | --------- | ------------------------------------------------------------------- |
| 순환2     | 검단동 (성보교통) | ↔        | 검단동 (성보교통) | 경상북도청, 동대구역, 대봉교역, 침산화성파크드림                           | 12             | 성보교통            | 12        | 2차순환선: 성북교네거리 ~ 공고네거리, 수성시장네거리 ~ 성북교네거리 |
| 순환2-1   | 검단동 (성보교통) | ↔        | 검단동 (성보교통) | 경상북도청, 동대구역, 대봉교역, 침산화성파크드림                           | 12             | 성보교통            | 12        | 2차순환선: 성북교네거리 ~ 공고네거리, 수성시장네거리 ~ 성북교네거리 |
| 순환3     | 범물지구          | ↔        | 범물지구          | 남구청, 두류역, 북부정류장, 만평네거리, 복현오거리, 만촌역, 국립대구박물관 | 9              | 신진자동차 경북교통 | 17        | 3차순환선                                                           |
| 순환3-1   | 범물지구          | ↔        | 범물지구          | 남구청, 두류역, 북부정류장, 만평네거리, 복현오거리, 만촌역, 국립대구박물관 | 12             | 신진자동차 세진교통 | 13        | 3차순환선                                                           |

## 간선버스
| 노선 번호 | 운행구간                     | 운행구간 | 운행구간                     | 경유지 | 배차 간격 (분)  | 운행업체                             | 인가 (대)                   | 비고 |
| --------- | ---------------------------- | -------- | ---------------------------- | --- | --------------- | ------------------------------------ | --------------------------- | --- |
| 101       | 파계사                       | ↔        | 파계사                       | 대구국제공항, 동구청, 동대구역지하도, 신천역, 칠성시장, 대구역, 북구청, (구)경북도청, 코스트코                                                                                     | 20~23           | 광남자동차                           | 11                          | 파계사, 덕곡, 덕곡 신도로 분리운행 101번만 대구국제공항 청사 내부로 들어감                                     |
| 101-1     | 파계사                       | ↔        | 파계사                       | 대구국제공항, 동구청, 동대구역지하도, 신천역, 칠성시장, 대구역, 북구청, (구)경북도청, 코스트코                                                                                     | 19~24           | 광남자동차                           | 11                          | 파계사, 덕곡, 덕곡 신도로 분리운행 101번만 대구국제공항 청사 내부로 들어감                                     |
| 156       | 신평동 (조일고)              | ↔        | 성서산단 (신흥버스)          | 망우당공원, 동대구고속버스터미널, 동대구역, 칠성시장, 한일극장, 두류역, 본리네거리, 남대구 나들목, 한국산업인력공단 대구지역본부                                                   | 11              | 경북교통 대명교통 세운버스           | 19                          | |
| 204       | 범물동                       | ↔        | 금호지구                     | 반월당역, 경상감영공원 , 북비산네거리, 서구문화회관, 중리네거리, 서대구역네거리 | 14~18           | 우주교통 한일운수                    | 15                          | 2015년 8월 1일 신설 대구역(민자역사) 미경유 2022년 3월 31일 서대구역 추가경유                                  |
| 232       | 방천리공영차고지             | ↔        | 방천리공영차고지             | 동구청, 수성구청, 수성시장네거리, 2.28기념중앙공원, 서구청, 북부정류장, 북구청, 산격4동                                                                                            | 12              | 경상버스                             | 14                          | |
| 232-1     | 방천리공영차고지             | ↔        | 방천리공영차고지             | 동구청, 수성구청, 수성시장네거리, 2.28기념중앙공원, 서구청, 북부정류장, 북구청, 산격4동                                                                                            | 12              | 경상버스                             | 14                          | |
| 240       | 방천리 (경신교통)            | ↔        | 대일리 (가창초등학교)        | 금호지구 , 서대구역 , 서대구공단네거리, 서구청, 2.28중앙기념공원, 삼덕, 파동우체국                                                                                                 | 14~18           | 경신교통 세왕교통                    | 16                          | 2015년 8월 1일 신설 400(-1) + 452 통합노선 2021년 7월 31일 금호지구 추가경유 2022년 3월 31일 서대구역 추가경유 |
| 300       | 종합유통단지                 | ↔        | 앞산공원                     | 복현오거리, 경북대북문, 북구청, 달성공원, 서문시장, 영남이공대학교 | 13              | 달구벌버스                           | 11                          | |
| 304       | 종합유통단지                 | ↔        | 대일리                       | 칠성시장, 경명여고, 명덕역, 대봉교, 수성못오거리, 가창스파밸리 | 14~18           | 세왕교통                             | 13                          | 2015년 8월 1일 신설 704번+303(-1)번 통합노선                                                                   |
| 306       | 종합유통단지                 | ↔        | 대곡지구 (남도버스)          | 대일아파트, 경북대학교, 반월당역, 영남이공대학교, 서부정류장, 본리네거리, 진천역                                                                                                   | 13              | 관음교통                             | 19                          | 구 106번 |
| 309       | 방천리 (경신교통)            | ↔        | 압량읍 신대리 (영남대 동문)  | 위생처리장, 서대구역, 서평초등학교, 평리6동 행정복지센터, 북부정류장, 원대시장, 2·28기념중앙공원, 경대병원역, 수성구청, 남부정류장, 사월역, 경산시장                               | 12              | 삼천리버스                           | 22                          | 2022년 1월 22일 노선연장 (북부정류장 → 방천리 / 상리동 종점 미경유) 2022년 3월 31일 서대구역 추가경유          |
| 320       | 검단동(성보교통)             | ↔        | 봉덕동                       | 대구우편집중국, 경상여자고등학교, 북부정류장, 죽전역, 경덕여자고등학교, 서부정류장역, 남영삼거리                                                                                   | 평일 17 주말 18 | 세진교통                             | 14                          | |
| 326       | 대곡동공영차고지(남도버스)   | ↔        | 종합유통단지                 | 월성e편한세상, 송현역, 대구차여성병원, 두류보성맨션, 대구비산초등학교 | 12              | 관음교통 대명교통                    | 평일17 토요일 17 일요일 18  | |
| 349       | 시지지구 (덕원고)            | ↔        | 종합유통단지                 | 고산역, 국립대구박물관, 남구청, 반월당역, 대구시민운동장, 연암네거리 | 12              | 삼천리버스                           | 20                          | |
| 356       | 조야동                       | ↔        | 월광수변공원                 | 노원네거리, 팔달시장, 북부정류장, 두류역, 감삼역, 대구공업대학, 상인역 | 10              | 세한여객 성보교통                    | 19                          | |
| 401       | 범물지구                     | ↔        | 갓바위                       | 수성못, 중동네거리, 대구향교, 반월당역, 칠성시장, 동대구역지하도, 동구청, 대구공항, 백안삼거리                                                                                     | 10              | 광남자동차 신진자동차                | 25                          | 예비군 훈련 시간 능성동 경유운행                                                                               |
| 402       | 범물동                       | ↔        | 서대구역                     | 수성소방서, 국립대구박물관, 차량등록사업소, 동대구역, 칠성시장, 대구시청 동인청사, CGV대구한일, 큰장네거리, 서구시장, 서구문화회관                                                 | 16              | 대일버스                             | 15                          | |
| 403       | 사월동 (사월보성아파트)      | ↔        | 조야동                       | 대구스타디움, 대구지방경찰청, 대구은행역, 칠성시장, 경북도청, 백사벌네거리 | 13              | 세진교통                             | 16                          | |
| 405       | 가창삼산리                   | ↔        | 방천리 (경신교통)            | 가창면행정복지센터, 중동교, 남구청, 반월당역, 서문시장, 감삼역, 조달청, 계명대학교동문                                                                                             | 12              | 세왕교통                             | 22                          | |
| 410       | 앞산공원                     | ↔        | 앞산공원                     | KT남대구지사, 영대병원역, 중앙로역, 대구역, 경북대, 신천역, 들안길, 수성못, 상동교                                                                                                 | 13              | 현대교통                             | 11                          | |
| 410-1     | 앞산공원                     | ↔        | 앞산공원                     | KT남대구지사, 영대병원역, 중앙로역, 대구역, 경북대, 신천역, 들안길, 수성못, 상동교                                                                                                 | 11              | 현대교통                             | 13                          | |
| 413       | 대일리 (가창초등학교)        | ↔        | 종합유통단지(EXCO)           | 가창면행정복지센터 상동네거리, 범어역, 수성구청, 한전동대구지사, 동대구고속버스터미널, 동대구역, 큰고개오거리                                                                      | 17~20           | 세왕교통                             | 13                          | 구.가창1번 지선버스 + 303(-1)번 일부구간 통합 연장노선                                                         |
| 425       | 두리봉터널                   | ↔        | 다사매곡리 (매곡공영차고지)  | 수성구청역, 동대구역, 2.28기념중앙공원, 서구청, 감삼역, 계명대 | 11              | 대일버스 신흥버스                    | 23                          | |
| 501       | 갈산동 (신흥버스)            | ↔        | 연경동 (연경지구공영차고지)  | 달서구청, 대구공업대학교, 서부정류장, 두류공원, 반고개, 2.28공원, 경대북문, 이시아폴리스, 연경동                                                                                   | 17              | 경북교통 신흥버스                    | 18                          | 2015년 8월 1일 신설 구 급행6번 급행버스 2024년 2월 25일 일부 구간 변경 및 형간 전환                            |
| 503       | 연경천년나무1단지            | ↔        | 성서공단 (신흥버스)          | 동서변지구 , 엑스코, 경북대정문, 대구역, 교대역, 안지랑역, 이월드, 죽전역, 계명대역                                                                                                | 11              | 대일버스 신흥버스 영진교통           | 29                          | |
| 504       | 방천리 (방천리공영차고지)    | ↔        | 황금동                       | 성주사, 대백창신한라타운, 죽전동행정복지센터, 청라언덕역, 한가람타운, 대구성동초등학교, 소선여자중학교                                                                             | 15              | 경신교통 대일버스                    | 평일 16 토요일 17 일요일 21 | |
| 509       | 방천리 (경신교통)            | ↔        | 조영동, 사동(경산소라아파트) | 성서 나들목, 반고개역, 계명대대명캠퍼스, 대구백화점, 수성구청, 남부정류장, 사월역, 계양동                                                                                          | 10              | 경상버스 삼천리버스 경산버스         | 24                          | 경산시내버스와 공동운행                                                                                        |
| 518       | 성서공단 신흥버스            | ↔        | 하양동서리                   | 동본리네거리, 서부정류장, 영남이공대학교, 명덕역, 중구청, 망우당공원, 반야월역 | 13              | 신흥버스 달구벌버스                  | 17                          | |
| 520       | 매곡리(매곡리공영차고지)     | ↔        | 매곡리(매곡리공영차고지)     | 강창하이츠, 와룡공원, 서대구역, 대구역샌트럴자이, 원대역, 새장지하차도, 계명대역                                                                                                   | 15              | 우주교통 우진교통                    | 평일 14 토요일 17 일요일 19 | |
| 523       | 방천리 (경신교통)            | ↔        | 검단동                       | 계명문화대학교, 대구의료원, 서구청, 비산네거리, 원대역/동산네거리, 북구청, 경북대학교                                                                                              | 14~18           | 경신교통 영진교통                    | 17                          | 305번+402번 통합노선 원대역, 동산네거리 분리 운행                                                              |
| 527       | 다사매곡리 (매곡공영차고지)  | ↔        | 동명금암리 (동명교통)        | 계명대역, 용산역, 서남시장, 반고개역, 팔달시장, 서대구고속버스터미널, 대구보건대학                                                                                                 | 11              | 우진교통 우주교통                    | 25                          | |
| 564       | 다사매곡리 (매곡공영차고지)  | ↔        | 범물지구                     | 계명대동문, 성서공단네거리, 서부정류장, 영대병원역, 남구청, 중동교, 두산오거리 | 12              | 우진교통 세진교통 현대교통           | 20                          | |
| 609       | 대천동 (대천동공영차고지)    | ↔        | 금구리                       | 진천역, 올림픽기념관, 서부정류장, 계명네거리, 반월당역, 수성구청, 신매역, 경산시장                                                                                                 | 13              | 삼천리버스 한일운수                  | 21                          | |
| 618       | 대곡지구 (남도버스)          | ↔        | 동호지구 (동호초)            | 상인역, 송현여고, 서부정류장, 반고개역, 북비산네거리, 대구역, 칠성시장, 동구청, 율하역                                                                                             | 12              | 대명교통 우창여객 세진교통           | 24                          | 금강동 1일 6회 연장운행                                                                                        |
| 623       | 달성군청                     | ↔        | 검단동 (성보교통)            | 옥포지구, 대곡역, 달서구청, 서부정류장, 대구가톨릭대학교병원, 서구청, 서문시장, 대구역, 경명여고, 경북도청, 복현오거리                                                             | 11~14           | 성보교통 세운버스                    | 26                          | |
| 649       | 대곡지구 (남도버스)          | ↔        | 압량금구리                   | 월촌역, 서부정류장, 대구고, 반월당역, 수성구청, 고산역, 영남대 | 12              | 경상버스 우창여객                    | 22                          | |
| 650       | 다산평리리 (다산휴먼시아)    | ↔        | 신암동 (강남약국 건너)       | 다산농협, 화원유원지, 대곡역, 상인역, 서부정류장, 계명네거리, 반월당역, 칠성시장, 대구공고                                                                                         | 11              | 대덕교통 대명교통                    | 18                          | 화원유원지 경유, 미경유 반복                                                                                   |
| 651       | 명곡지구 (명곡미래빌)        | ↔        | 반야월역 (반야월공영차고지)  | 화원읍행정복지센터, 대곡역, 월성네거리, 서부정류장, 영남이공대학교, 서문시장역, 대구역, 신천역, 동대구고속터미널                                                                   | 14              | 경북교통 대일버스 우창여객           | 19                          | |
| 653       | 설화리 (설화리)              | ↔        | 검단동 (민들레아파트)        | 상인역, 달서공고, 두류공원, 비산네거리, 서문시장, 대구시민회관, 경북도청, 엑스코                                                                                                   | 14              | 남도버스 성보교통                    | 19                          | |
| 655       | 현풍터미널                   | ↔        | 다사매곡리 (대천공영차고지)  | 달성1차공단, 달성군청, 화원읍행정복지센터, 대곡역, 대구공업대, 용산역, 계명대동문, 강창역                                                                                          | 17              | 해피투게더현대교통 우진교통 경신교통 | 19                          | |
| 665       | 달성2차공단 (공단관리사무소) | ↔        | 다사매곡리 (대천공영차고지)  | 구지면행정복지센터, 현풍터미널, 달성1차공단, 논공읍행정복지센터, 대곡역 | 21              | 현대교통                             | 15                          | |
| 706       | 관음동 (칠곡우방타운)        | ↔        | 대곡지구 (남도버스)          | 동서변지구, 경북대북문, 대구역, 중앙로역, 계명네거리, 서부정류장, 달서구청, 상인역                                                                                                 | 10              | 우주교통 남도버스                    | 25                          | |
| 707       | 관음동 {우주교통)            | ↔        | 경북대학교병원               | 칠곡운암역, 운암지공원, 북구구민운동장, 무태조야동행정복지센터, 동변주공그린빌, 연암네거리, 북구청, 섬유회관                                                                       | 15              | 동명교통                             | 11                          | 구, 939번 간선버스                                                                                             |
| 708       | 북구 동호동                  | ↔        | 상록아파트                   | 칠곡경북대학교병원정문, 홈플러스칠곡점, 한양산호아파트태전삼거리, 서대구고속버스터미널, 북구청, 대구역, 칠성시장, 동대구역, 동대구고속버스터미널, 반야월시장, 신서혁신도시, 안심역 | 10              | 대덕교통 영진교통                    | 18                          | |
| 719       | 관음동 (칠곡우방타운)        | ↔        | 조영동 (삼천리버스)          | 구암초, 서대구고속버스터미널, 경북도청, 경북대북문, 대구공항, 방촌역, 반야월역, 임당역                                                                                             | 11              | 관음교통 경상버스                    | 22                          | |
| 724       | 관음동 (칠곡우방타운)        | ↔        | 시지지구 (덕원고)            | 대구보건대학, 서대구고속버스터미널, 북부정류장, 북비산네거리, 서문시장, 중구청, 수성구청, 고산역                                                                                   | 8               | 세진교통 동명교통                    | 28                          | |
| 725       | 동호동                       | ↔        | 매곡리(매곡리공영차고지)     | 학정청, 칠곡화성타운, 두성파크아파트, 서대구초등학교, 위생처리장, 서재동화아이위시, 동서아파트                                                                                     | 16              | 경신교통 영진교통                    | 13                          | |
| 726       | 북구 동호동 (동호동)         | ↔        | 대곡지구 (남도버스)          | 대구과학대학, 서대구고속버스터미널, 북부정류장, 감삼역, 서부정류장, 상인역 | 8~9             | 동명교통 대명교통                    | 28                          | |
| 730       | 동명면 (동명교통)            | ↔        | 봉덕동 (대덕맨션)            | 칠곡경북대병원, 대구과학대학, 매천시장, 서대구고속버스터미널(,비산7동 우체국, 대구 북부정류장), 북구청, 대구역, 중앙로역, 봉덕시장                                                 | 12              | 동명교통                             | 18                          | 협성고(편도), 봉덕변전소 분리운행                                                                              |
| 802       | 대구대                       | ↔        | 서대구역                     | 안심역, 방촌역, 동구청, 칠성시장역, 대구역, 달성공원역, 큰장네거리, 서구청 | 15              | 신일여객                             | 21                          | |
| 805       | 웃는얼굴아트센터             | ↔        | 반야월역 (동호동공영차고지)  | 서부정류장, 영대병원역, 반월당역, 중구청, 동대구역, 동구청, 용계역 | 11              | 경북교통                             | 26                          | |
| 814       | 대구대                       | ↔        | 범물동 (범물두성타운)        | 하양읍행정복지센터, 안심역, 동구청, 동대구역, 범어역, 어린이회관, 법원 | 8               | 경북교통 대화교통 신일여객           | 29                          | 경산시내버스와 공동운행                                                                                        |
| 836       | 반야월역 (동호동공영차고지)  | ↔        | 대천동 (대천동공영차고지)    | 방촌역, 동구청, 복현오거리, 대구실내체육관, 대구시민운동장, 서문시장, 서부정류장, 월배역                                                                                           | 11              | 대덕교통 대명교통                    | 23                          | |
| 848       | 동호지구 (동호초)            | ↔        | 망우당공원                   | 반야월역, 시지대성유니드, 사월역, 신매초등학교, 대구농업마이스터고등학교, 노변중학교, 수성알파시티역, 만촌태왕리더스, 효목네거리                                                   | 22              | 우창여객                             | 8                           | 금강동 4회 경유                                                                                                |
| 894       | 경일대                       | ↔        | 범물동                       | 대구대, 영남대, 경산시장, 옥산네거리, 사월역, 옥산협화아파트, 대구스타디움, 수성알파시티                                                                                           | 9               | 경상버스 한일운수 경산버스           | 28                          | 경산시내버스와 공동운행                                                                                        |
| 937       | 시지지구 (덕원고)            | ↔        | 관음동 (칠곡한라타운)        | 신매역, 남부정류장, 동대구고속버스터미널, 동대구역, 경북대정문, 복현오거리, 엑스코, 칠곡3지구                                                                                      | 10              | 경북교통 우주교통                    | 27                          | |

## 지선버스
| 노선 번호 | 운행구간                                                   | 운행구간 | 운행구간                    | 경유지 | 배차 간격 (분) | 운행업체                            | 인가 (대) | 비고 |
| --------- | ---------------------------------------------------------- | -------- | --------------------------- | --- | -------------- | ----------------------------------- | --------- | --- |
| 가창2     | 칠성시장                                                   | ↔        | 우록리                      | 중구청, 중앙중·고, 남산고, 대구한의대한방병원, 가창면행정복지센터, 가창중학교, 삼산리 | 38             | 성보교통                            | 4         | |
| 가창2     | 칠성시장                                                   | ↔        | 정대리                      | 중구청, 중앙중·고, 남산고, 대구한의대한방병원, 가창면행정복지센터, 오리 | 76             | 성보교통                            | 2         | |
| 가창2     | 칠성시장                                                   | ↔        | 단산리                      | 중구청, 중앙중·고, 남산고, 대구한의대한방병원, 가창면행정복지센터, 행정리, 냉천2리, 상원리 | 7회            | 성보교통                            | 1         | |
| 가창2     | 칠성시장                                                   | ↔        | 단산리                      | 중구청, 중앙중·고, 남산고, 대구한의대한방병원, 가창면행정복지센터, 냉천리, 상원리 | 8회            | 성보교통                            | 1         | |
| 남구1     | 앞산공원                                                   | ↔        | 앞산공원                    | 경일여중, 남구청, 현충로역, 서부정류장역, 프린스호텔 | 11~21          | 현대교통                            | 7         | 2015년 8월 1일 신설 452번 남부구간 일부 분리 노선                                                                     |
| 남구1-1   | 앞산공원                                                   | ↔        | 앞산공원                    | 경일여중, 남구청, 현충로역, 서부정류장역, 프린스호텔 | 11~21          | 현대교통                            | 7         | 2015년 8월 1일 신설                                                                                                   |
| 달서1     | 대천동 (월배차량기지)                                      | ↔        | 매곡공영차고지              | 상인역, 월곡네거리, 대천교, 성서공단역, 계명대동문 | 16~19          | 신흥버스 현대교통                   | 13        | |
| 달서3     | 성서산단 (신흥버스)                                        | ↔        | 화원유원지                  | 계명대동문, 용산역, 달서구청, 상인역, 월곡네거리, 정부대구지방합동청사, 화원읍행정복지센터 | 17~19          | 대명교통                            | 14        | |
| 달서4     | 대곡동 (남도버스)                                          | ↔        | 대곡동 (남도버스)           | 월배차량기지 - 달서구청 - 이월드 - 영남이공대학교 - 충혼탑 - 월촌역 - 상인역 - 월배차량기지 | 18~23          | 남도버스                            | 9         | |
| 달서5     | 계명대학교                                                 | ↔        | 대곡지구                    | 조달청, 용산역, 죽전네거리, 본리초교, 제일여상, 대구공업대학교, 상인역, 정부대구지방합동청사 | 21             | 남도버스 세운버스                   | 8         | 2015년 8월 1일 신설 / 구 655번 도심지역                                                                               |
| 달성1     | 다산면                                                     | ↔        | 대곡역                      | 화원유원지, 화원역 | 11회           | 대명교통                            | 1         | 득성리 1일 3회 노곡리 1일 3회 운행                                                                                    |
| 달성2     | 달성군청, 노이리, 본리리, 용연사                           | ↔        | 대덕초교                    | 옥포읍행정복지센터, 화원읍행정복지센터, 대곡역, 상인역, 송현역 | 21             | 현대교통                            | 8         | 달성군청, 노이리, 본리2리, 용연사 분리운행                                                                            |
| 달성3     | 현풍터미널                                                 | ↔        | 구지고봉리, 구지도동서원    | 본선: 현풍읍행정복지센터, 달성경찰서, 현풍 분기점, 구지면행정복지센터, 구지농공단지 현풍5일장 전용(2회운행): 현풍읍행정복지센터, 달성경찰서, 현풍 분기점, 구지농공단지, 고봉리, 구지면행정복지센터 | 88             | 현대교통                            | 1         | 달성4번 폐지로 인하여 2017년 3월 31일부터 도동서원행 지원 운행 시작                                                   |
| 달성4     | 기업은행국가산단지점                                       | ↔        | 달성군민체육관              | | 15~33          | 현대교통                            | 3         | 2024년 3월 1일 재신설                                                                                                 |
| 달성5     | 대곡역                                                     | ↔        | 유가사                      | 화원읍행정복지센터, 명곡리, 용연사, 달성1차산업단지, 현풍터미널, 유가읍행정복지센터 | 70             | 현대교통                            | 2         | 유곡1리 1일 3회 경유                                                                                                  |
| 달성6     | 현풍터미널, 달성군청                                       | ↔        | 본말리                      | 달성경찰서, 도의리, 가천교, 달창저수지 | 80             | 현대교통                            | 1         | 도의리 1일 6회 경유                                                                                                   |
| 달성7     | 현풍터미널                                                 | ↔        | 유산리                      | 달성경찰서, 평촌교차로, 구지면행정복지센터 | 80             | 현대교통                            | 1         | 달성1차공단 1일 2회 연장운행                                                                                          |
| 동구1     | 신평동 (조일고)                                            | ↔        | 신평동 (조일고)             | 동대구역, 동대구고속버스터미널, 수성구청, 중구청, 동구청, 방촌역 | 15             | 경상버스                            | 8         | |
| 동구1-1   | 신평동 (조일고)                                            | ↔        | 신평동 (조일고)             | 동대구역, 동대구고속버스터미널, 수성구청, 중구청, 동구청, 방촌역 | 16             | 대덕교통                            | 8         | |
| 동구3     | K2관사, 옻골마을, 둔산동, 부동                             | ↔        | 칠성시장                    | 해안동 행정복지센터, 해안역, 동구청, 파티마병원 | 24             | 관음교통                            | 4         | K2관사 17회, 옻골마을 14회, 구둔산 9회, 부동 5회                                                                      |
| 동구4     | 동호지구 (동호동공영차고지)                                | ↔        | 동호지구 (동호초등학교)     | 새론초등학교, 한국부동산원, 안심역, 각산역 | 22             | 달구벌버스                          | 3         | |
| 동구4-1   | 동호지구 (동호동공영차고지)                                | ↔        | 동호지구 (동호초등학교)     | 새론초등학교, 한국부동산원, 안심역, 각산역 | 24             | 한일운수                            | 3         | |
| 동구5     | 매여동                                                     | ↔        | 매여동                      | 정동고등학교, 용계삼거리, 율하고가교 | 75             | 우창여객                            | 1         | 저상버스로만 운행 |
| 동구6     | 숙천동                                                     | ↔        | 안심역                      | 숙천초등학교, 대구혁신도시 | 24             | 신일여객                            | 2         | 2018년 1월 1일 신설 내곡동 4회운행                                                                                    |
| 동구7     | 동호초등학교                                               | ↔        | 상록아파트                  | | 21             | 달구벌버스                          | 2         | 2019년 4월 20일 신설                                                                                                  |
| 동구8     | 연경동                                                     | ↔        | 효목동                      | | 12~15          | 영진교통                            | 10        | 토요일 9대, 공휴일 8대 운행 평일 12분, 휴일 15분                                                                      |
| 동구10    | 조영동 (압랑신협)                                          | ↔        | 반야월역                    | 영남대역, 임당역, 정평역, 대평충전소, 안심교 | 15             | 우창여객 신일여객                   | 8         | |
| 북구1     | 도남동 (도남지구)                                          | ↔        | 검단동 (성보교통)           | 팔거역, 대구과학대학, 서대구고속버스터미널, 백사벌네거리, 복현오거리, 검단유성아파트 | 13             | 성보교통                            | 14        | 2022년 1월 22일 노선연장 (국우동 → 도남동)                                                                            |
| 북구2     | 봉무동 (봉무동공영차고지)                                  | ↔        | 반월당역                    | 동서변지구, 복현오거리, 경북대정문, 칠성시장역, 대구역 | 17             | 광남자동차                          | 10        | 1차순환선 편도운행 |
| 북구3     | 노곡동                                                     | ↔        | 반야월역 (동호동고영차고지) | 만평네거리, 북구청, 대구역 북편, 칠성시장역, 신천역, 동대구역, 동구청, 망우당공원, 율하역 | 17             | 달구벌버스                          | 13        | |
| 북구4     | 방천리 (경신교통)                                          | ↔        | 방천리 (경신교통)           | 문주마을, 장태실마을, 팔달교, 서대구고속버스터미널, 북구청, 침산네거리, 노원네거리 | 18~20          | 동명교통 경신교통                   | 6         | 금호지구 전담운행 주말·공휴일 12회 대구사격장 경유 단, 매월 넷째 일요일, 신정, 명절연휴 전일과 당일에는 운행하지 않음 |
| 북구5     | 관음동공영차고지                                           | ↔        | 관음동공영차고지            | |                | 우주교통                            | 7         | 2025년 2월 24일 신설                                                                                                  |
| 북구6     | 검단동                                                     | ↔        | 수성동4가                   | |                | 경북교통 우창여객                   | 7         | 2025년 2월 24일 신설                                                                                                  |
| 북구7     | 칠곡우방타운                                               | ↔        | 동대구역                    | |                | 우주교통                            | 8         | 2025년 2월 24일 신설                                                                                                  |
| 북구8     | 관음변전소                                                 | ↔        | 사수초등학교                | |                | 우주교통                            | 3         | 2025년 2월 24일 신설                                                                                                  |
| 서구2     | 방천리 (경신교통)                                          | ↔        | 상인동 (상인네거리)         | | 18             | 경신교통                            | 7         | |
| 성서1     | 매곡리                                                     | ↔        | 매곡리                      | 세천리, 계명문화대학교, 이곡역, 진천역, 신흥버스, 강창역 | 24             | 우진교통                            | 5         | |
| 성서1-1   | 매곡리                                                     | ↔        | 매곡리                      | 세천리, 계명문화대학교, 이곡역, 진천역, 신흥버스, 강창역 | 24             | 우진교통                            | 5         | |
| 성서2     | 지천면송정리 영진전문대칠곡캠퍼스 하빈면 하산스무지,육신사 | ↔        | 남도버스, 서문시장(1일 2회) | 하빈우체국, 대실역, 강창역, 성서공단역, 죽전네거리 | 23             | 경신교통                            | 9         | 가지노선 다수 존재 서문시장 1일 2회 서부실 1일 4회                                                                    |
| 성서3     | 매곡리                                                     | ↔        | 원대시장, 장기동            | 다사중, 성서5차산업단지, 서재휴먼시아·성서고·용산지하도/이천리·성서고·용산지하도/ 원대시장·서재보성타운·서대구역 후문·팔달시장/이천리·서대구역 후문·팔달시장                                       | 23             | 우진교통                            | 6         | 이천리 경유·미경유 분리운행, 원대시장·장기지구 분리운행 2022년 3월 31일 팔달시장방면 한정으로 서대구역 추가경유       |
| 수성1     | 범물지구                                                   | ↔        | 범물지구                    | TBC, 대구과학고, 수성구청, 만촌네거리, 경북고 | 15             | 신진자동차                          | 4         | |
| 수성1-1   | 범물지구                                                   | ↔        | 범물지구                    | TBC, 대구과학고, 수성구청, 만촌네거리, 경북고 | 16             | 신진자동차                          | 4         | |
| 수성2     | 시지지구 (덕원고)                                          | ↔        | 매여동                      | 고산역, 팔현마을(편도), 남부정류장, 망우당공원, 저탄장 | 80             | 우창여객                            | 2         | 1일 14회 |
| 수성3     | 반야월역                                                   | ↔        | 반야월역                    | 대공원역, 대구미술관, 범물역, 황금네거리, 대구박물관, 담티역 | 16             | 경북교통                            | 8         | 2015년 8월 1일 신설                                                                                                   |
| 수성3-1   | 반야월역                                                   | ↔        | 반야월역                    | 대공원역, 대구미술관, 범물역, 황금네거리, 대구박물관, 담티역 | 17             | 세진교통                            | 8         | 2015년 8월 1일 신설                                                                                                   |
| 수성4     | 범물2동                                                    | ↔        | 파티마삼거리                | 황금네거리, 중동네거리, 대구은행역, 범어네거리, 동대구역 | 13~14          | 현대교통                            | 8         | 2015년 8월 1일 신설                                                                                                   |
| 칠곡1     | 동천동 (팔거역)                                            | ↔        | 동천동 (팔거역)             | 강북경찰서,학남고, 구암초, 대구과학대, 칠곡운암역,홈플러스칠곡점 | 9~10           | 우주교통                            | 4         | |
| 칠곡1-1   | 동천동 (팔거역)                                            | ↔        | 동천동 (팔거역)             | 강북경찰서,학남고, 구암초, 대구과학대, 칠곡운암역,홈플러스칠곡점 | 9~10           | 우주교통                            | 4         | |
| 칠곡2     | 칠곡3지구, 도남동, 칠곡농장                                | ↔        | 노곡동                      | 거동교, 칠곡시장, 태전중석타운, 서대구고속버스터미널, 침산네거리, 노원네거리 | 22             | 동명교통                            | 8         | 칠곡3지구, 도남동 분리운행, 지천면 아침운행                                                                           |
| 칠곡3     | 경운대, 기성리, 파계사, 남원리                             | ↔        | 금암리 (동명교통)           | 천평리, 금화리, 칠곡에덴타운, 구암교 | 35             | 동명교통                            | 4         | 하판→동명→기성 1회 노선은 대구광역시 미경유                                                                           |
| 칠곡5     | 도남동                                                     | ↔        | 대구은행 칠곡지점           | 대구국제고등학교 , 학남고등학교 , 강북경찰서 , 팔거역 , 대구칠곡초등학교 | 40 ~ 79        | 동명교통                            | 7         | 2019년 4월 20일 신설 하루 17회운행(5회 팔거역 단축운행)                                                               |
| 팔공1     | 동화사, 평광동, 능성동, 신무동                             | ↔        | 칠성시장                    | 불로화훼단지, 대구국제공항, 입석네거리, 동구청, 파티마병원 | 24             | 광남자동차                          | 5         | 평광동 18회, 동화사 10회, 능성동 7회, 신무동 6회                                                                      |
| 팔공2     | 동대구역지하도                                             | ↔        | 갓바위                      | 동구청, 대구국제공항, 파군재삼거리, 공산댐, 백안삼거리 | 29             | 광남자동차                          | 6         | 봄~가을 일요일·공휴일만 운행 401번 동대구역~갓바위 노선과 동일                                                        |
| 팔공3     | 칠곡경대병원                                               | ↔        | 갓바위                      | 동명교통, 파계사, 부인사, 동화사입구, 진정마을 | 90             | 영진교통 동명교통                   | 1 1       | 봄~가을 주말·공휴일만 운행                                                                                            |
| 비슬1     | 국립대구과학관                                             | ↔        | 국립대구과학관              | 비슬산 자연휴양림 주차장 | 5              | 신흥버스 세한여객 현대교통 세운버스 | 12        | 비슬산 참꽃 축제기간(주말)만 운행                                                                                     |

## 맞춤버스
| 노선 번호 | 운행구간 | 운행구간 | 운행구간                | 경유지                                                           | 배차 간격 (분) | 운행업체                                         | 인가 (대) | 비고        |
| --------- | -------- | -------- | ----------------------- | ---------------------------------------------------------------- | -------------- | ------------------------------------------------ | --------- | ----------- |
| 7250      | 태전역   | →        | 모다아울렛              | 매천역, 장태실마을, 금호서한이다음, 서재문화체육센터, 계명대동문 | 4회            | 경신교통 동명교통 신흥버스 우주교통              | 4         | 정방향 운행 |
| 7250      | 남도버스 | →        | 방천리 (방천공영차고지) | 유천교, 모다아울렛, 계명대동문, 서재문화체육센터                 | 4회            | 경신교통 동명교통 신흥버스 우주교통              | 4         | 역방향 운행 |
| 8140      | TBC      | ↔        | 동대구역                | 황금네거리, 범어역, 영남일보                                     | 15회           | 광남자동차 달구벌버스 성보교통 세왕교통 세진교통 | 5         |             |